# Servicio de Salud Metropolitano Norte
El Servicio de Salud Metropolitano Norte (SSMN) designa la red asistencial pública de salud del área norte de la Región Metropolitana de Santiago, en Chile. Es uno de los veintinueve Servicios de salud que componen el Sistema Nacional de Servicios de Salud. En él están comprendidos 59 establecimientos hospitalarios y centros de atención, y cubre las comunas de Til Til, Colina, Lampa, Huechuraba, Quilicura, Conchalí, Recoleta e Independencia.
Sus oficinas principales se encuentran emplazadas en el edificio patrimonial ubicado en calle Maruri 272 (Consultorio N°2), en la comuna de Independencia, Santiago de Chile.

## Origen
Al igual que las otras divisiones del SNSS chileno, el Servicio de Salud Metropolitano Norte forma parte de la descentralización del SNS llevada a cabo en 1979, a través del Decreto Ley N° 2763.

## Centros de salud
Dentro de la Red Asistencial del Servicio de Salud Metropolitano Norte se encuentran los siguientes establecimientos:

### Provincia de Santiago
| Comuna        | Tipo     | Nombre                                        |
| ------------- | -------- | --------------------------------------------- |
| Conchalí      | CESFAM   | Alberto Bachelet Martínez                     |
| Conchalí      | CESFAM   | Dr. José Symon Ojeda                          |
| Conchalí      | CESFAM   | Juanita Aguirre                               |
| Conchalí      | CESFAM   | Lucas Sierra                                  |
| Conchalí      | CECOSF   | Alberto Bachelet Martínez                     |
| Conchalí      | CECOSF   | Dr. José Symon Ojeda                          |
| Conchalí      | CECOSF   | Haydée Sepúlveda                              |
| Conchalí      | COSAM    | Conchalí                                      |
| Conchalí      | SAPU     | Alberto Bachelet Martínez                     |
| Conchalí      | SAPU     | Lucas Sierra                                  |
| Conchalí      | SAR      | Conchalí                                      |
| Huechuraba    | CESFAM   | La Pincoya                                    |
| Huechuraba    | CESFAM   | El Barrero                                    |
| Huechuraba    | CESFAM   | Dr. Salvador Allende Gossens                  |
| Huechuraba    | CESFAM   | Dr. Víctor Castro Wiren                       |
| Huechuraba    | CECOSF   | Los Libertadores                              |
| Huechuraba    | COSAM    | Huechuraba                                    |
| Huechuraba    | SAPU     | Los Libertadores                              |
| Huechuraba    | SAR      | La Pincoya                                    |
| Independencia | Hospital | Instituto Nacional del Cáncer                 |
| Independencia | Hospital | Roberto del Río                               |
| Independencia | Hospital | Hospital San José                             |
| Independencia | CESFAM   | Agustín Cruz Melo                             |
| Independencia | CESFAM   | Juan Antonio Ríos                             |
| Independencia | CECOSF   | Las Enredaderas                               |
| Independencia | COSAM    | Independencia                                 |
| Independencia | SAPU     | Juan Antonio Ríos                             |
| Independencia | SAR      | Independencia                                 |
| Quilicura     | CESFAM   | Irene Frei de Cid                             |
| Quilicura     | CESFAM   | Manuel Bustos Herrera                         |
| Quilicura     | CESFAM   | Presidente Salvador Allende Gossens           |
| Quilicura     | CECOSF   | Beato Padre Hurtado                           |
| Quilicura     | CECOSF   | La Foresta                                    |
| Quilicura     | CECOSF   | Pucará de Lasana                              |
| Quilicura     | COSAM    | Quilicura                                     |
| Quilicura     | SAPU     | Rodrigo Rojas Denegri                         |
| Quilicura     | SAPU     | Irene Frei de Cid                             |
| Quilicura     | SAPU     | Presidente Salvador Allende Gossens           |
| Recoleta      | Hospital | Instituto Psiquiátrico Dr. José Horwitz Barak |
| Recoleta      | CESFAM   | Cristo Vive                                   |
| Recoleta      | CESFAM   | Dr. Juan Petrinovic                           |
| Recoleta      | CESFAM   | Dr. Patricio Hevia                            |
| Recoleta      | CESFAM   | Quinta Bella                                  |
| Recoleta      | CESFAM   | Recoleta                                      |
| Recoleta      | COSAM    | Recoleta                                      |
| Recoleta      | SAPU     | Cristo Vive                                   |
| Recoleta      | SAPU     | Valdivieso                                    |
| Recoleta      | SAR      | Recoleta                                      |

### Provincia de Chacabuco
| Comuna  | Tipo        | Nombre               |
| ------- | ----------- | -------------------- |
| Colina  | CESFAM      | Colina               |
| Colina  | CESFAM      | Esmeralda            |
| Colina  | CECOSF      | Esmeralda            |
| Colina  | COSAM       | Colina               |
| Colina  | Posta Rural | Chacabuco            |
| Colina  | Posta Rural | Colorado             |
| Colina  | Posta Rural | Las Canteras         |
| Colina  | Posta Rural | Los Ingleses         |
| Colina  | Posta Rural | Santa María de Liray |
| Colina  | SAR         | Colina               |
| Lampa   | CESFAM      | Batuco               |
| Lampa   | CESFAM      | José Bauzá Frau      |
| Lampa   | CECOSF      | Batuco               |
| Lampa   | CECOSF      | Sol de Septiembre    |
| Lampa   | COSAM       | Lampa                |
| Lampa   | Posta Rural | Juan Pablo II        |
| Lampa   | SAPU        | José Bauzá Frau      |
| Til Til | Hospital    | Til Til              |
| Til Til | CESFAM      | Huertos Familiares   |
| Til Til | COSAM       | Til Til              |
| Til Til | Posta Rural | La Capilla de Caleu  |
| Til Til | Posta Rural | Montenegro           |
| Til Til | Posta Rural | Polpaico             |
| Til Til | Posta Rural | Rungue               |